# 佐賀県道54号西与賀佐賀線
佐賀県道54号西与賀佐賀線（さがけんどう54ごう にしよかさがせん）は、佐賀県佐賀市を通る県道（主要地方道）である。

## 概要
佐賀市西与賀町大字高太郎から佐賀市与賀町に至る。

### 路線データ
建設省告示に基づく起終点および重要な経過地は以下のとおり。
- 起点：佐賀県佐賀市西与賀町大字高太郎（相応津交差点、佐賀県道48号佐賀外環状線交点、佐賀県道401号佐賀環状自転車道線上）
- 終点：佐賀県佐賀市与賀町（与賀町交差点、国道207号起点、国道264号交点）

## 歴史
- 1993年（平成5年）5月11日 - 建設省から、県道西与賀本庄線・県道東与賀佐賀線の一部が西与賀佐賀線として主要地方道に指定される[1]。
- 1994年（平成6年）4月1日 - 佐賀県が路線認定。
- 2011年（平成23年）3月8日 - 佐賀県告示第72号により、佐賀県道48号佐賀外環状線の区域を佐賀南部広域農道と重複する路線に変更したことに伴い、起点の位置を高太郎橋交差点から相応津交差点に延伸する[2]。

## 路線状況

### 愛称
- 本庄宮通り（平松交差点 - 佐賀大学前交差点）[3]
- 佐大通り（佐賀大学前交差点 - 与賀町交差点）[3]

### 重複区間
- 佐賀県道401号佐賀環状自転車道線（佐賀市西与賀町大字高太郎・相応津交差点（起点） - 佐賀市西与賀町大字厘外（りんげ）・平松交差点）

### 道路施設

#### 橋梁
- 東丸目橋（佐賀市）
- 高太郎橋（佐賀市）
- 中角橋（佐賀市）
- 萵苣木（ちやのき）橋：1923年（大正12年）完成[4]（天祐寺川、佐賀市）

## 地理

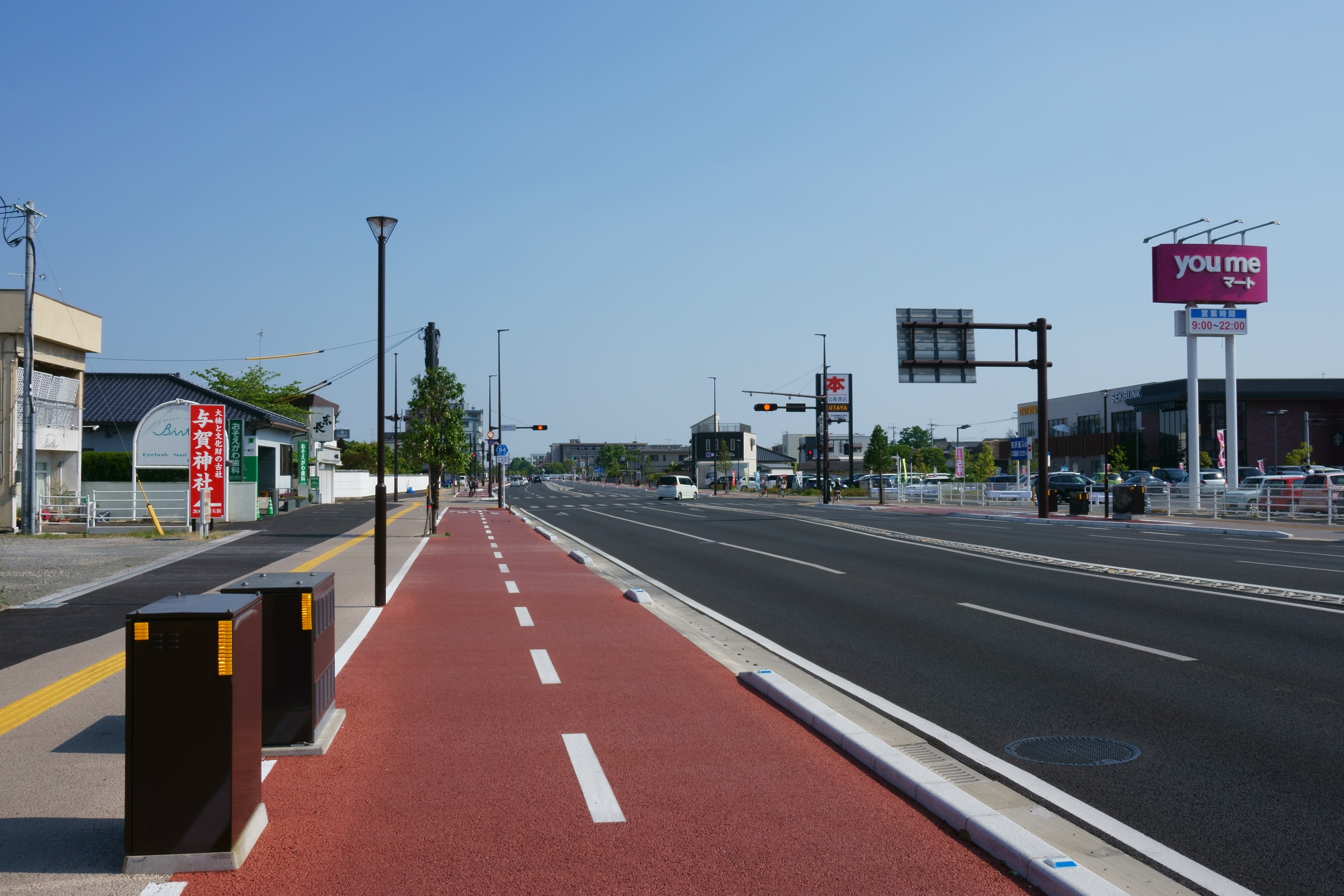
与賀神社西交差点から西与賀町方面

### 通過する自治体
- 佐賀市

### 交差する道路
| 交差する道路                                                                                | 交差する場所               | 交差する場所        |
| ------------------------------------------------------------------------------------------- | -------------------------- | ------------------- |
| 佐賀県道48号佐賀外環状線 佐賀県道401号佐賀環状自転車道線 重複区間起点 佐賀南部広域農道 重複 | 西与賀町大字高太郎         | 相応津交差点 / 起点 |
| 国道208号 佐賀県道401号佐賀環状自転車道線 重複区間終点                                      | 西与賀町大字厘外（りんげ） | 平松交差点          |
| 佐賀県道260号東与賀佐賀線                                                                   | 赤松町                     | 佐賀大学前交差点    |
| 国道207号 国道264号                                                                         | 与賀町                     | 与賀町交差点 / 終点 |

### 沿線
- 佐賀市立野球場（佐賀ブルースタジアム）
- 佐賀市立西与賀小学校
- 佐賀南警察署 西与賀駐在所
- 佐賀大学